# Exoplanet

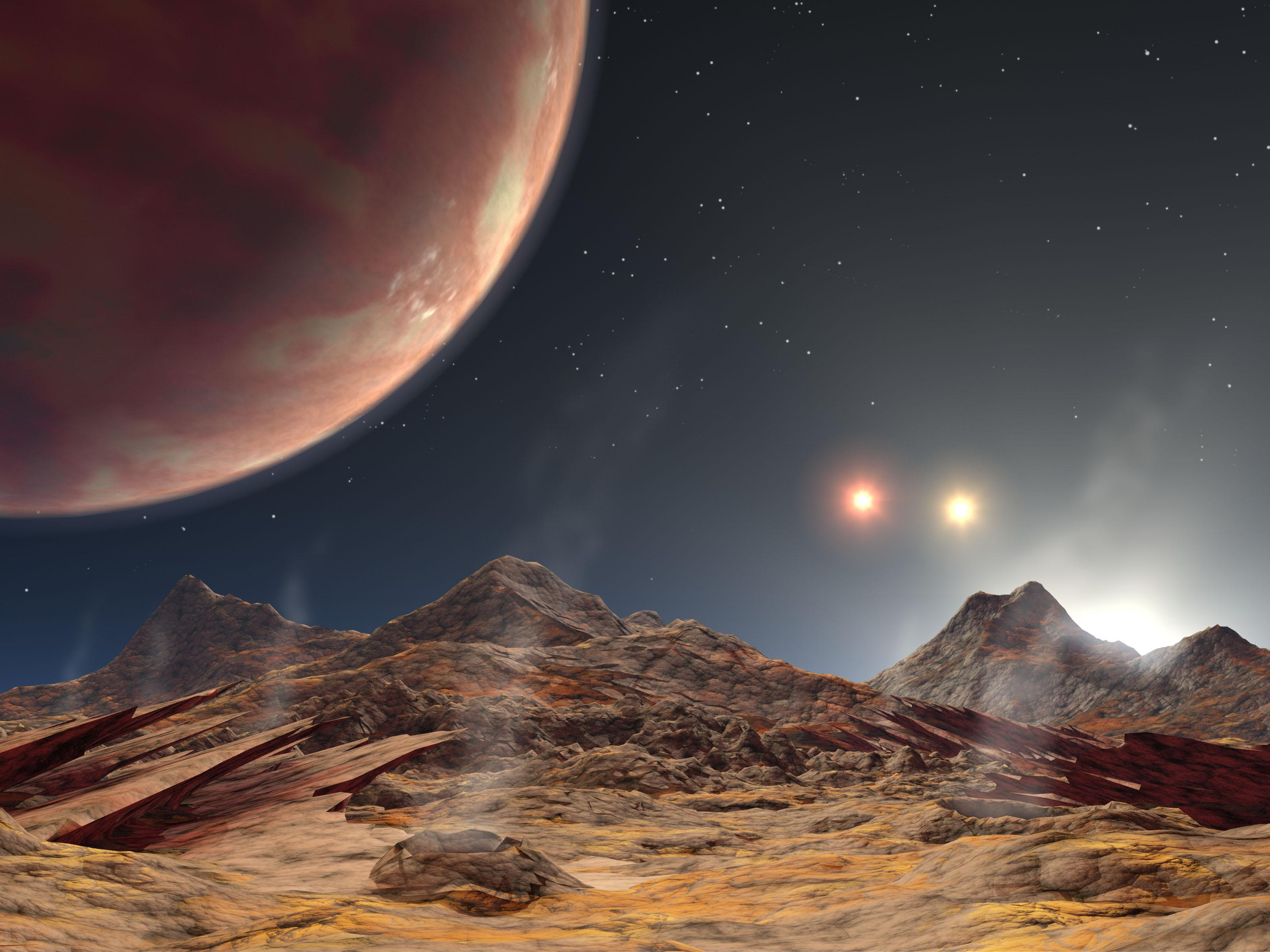
En konstnärs bild av hur solnedgång på exoplaneten HD 188753 Ab skulle kunna se ut

Nyupptäckta exoplaneter per år.

En extrasolär planet, eller exoplanet, är en planet som befinner sig utanför vårt eget solsystem. De första upptäckterna gjordes under 1990-talet. Den 7 oktober 2023 fanns 5 506 planeter i 4 064 solsystem registrerade. Den stora majoriteten upptäcks genom flera olika indirekta metoder i stället för att observeras direkt och de flesta är också massiva jätteplaneter i Jupiters storleksklass, men vars sammansättning mer liknar de jordlika planeterna av sten och metall.
Extrasolära planeter blev ämne för vetenskaplig undersökning under 1850-talet. Astronomer trodde i och för sig allmänt att de existerade, men det var inte känt hur vanliga eller hur lika de var planeterna i vårt solsystem. De första bekräftade upptäckterna gjordes under 1990-talet. Under 2000-talet upptäcktes flera hundra exoplaneter. I dagsläget uppskattar man att minst 10 % av de solliknande stjärnorna har planeter, men den verkliga andelen kan vara mycket större. Upptäckten av exoplaneter aktualiserar ytterligare frågan huruvida någon av dessa kan upprätthålla utomjordiskt liv.
I början av 2010 verkade Gliese 581 d, den fjärde planeten till den röda dvärgen Gliese 581 (ungefär 20 ljusår från jorden), vara det bästa exemplet på en stenig exoplanet som kretsar nära den beboeliga zonen runt sin stjärna. Om man använder strikta termer så är den utanför Guldlocks zon, men det kan förhålla sig så att växthuseffekten höjer dess yttertemperatur så pass att den kan hysa flytande vatten. När exoplaneten Kepler-452b upptäcktes 2015, var det den första planet upptäckt med nämnda gynnsamma kriterier uppfyllda, som även kretsade kring en stjärna lik vår sol.

## Upptäcktshistoria

### Tillbakatagna upptäckter
Även om inga bevis fanns före 1988, så har man länge trott att exoplaneter kan vara möjliga, och spekulationer om planeter som kretsar runt fixa stjärnor kan man spåra till minst i början av 1700-talet, med Isaac Newtons General Scholium (1713).

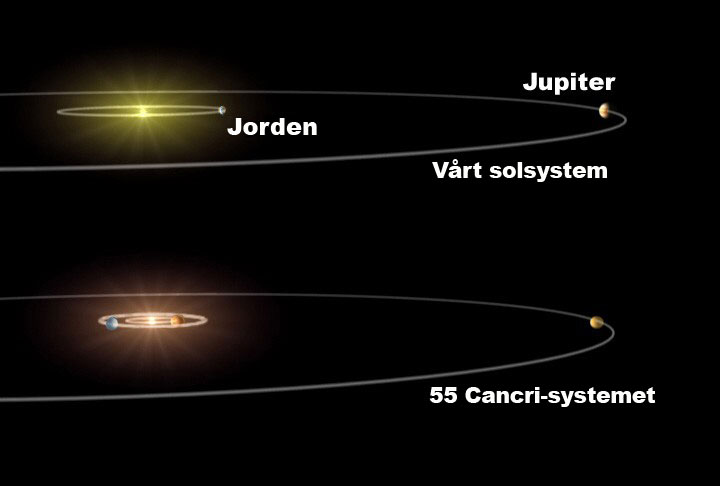
Vårt solsystem jämfört med systemet hos 55 Cancri.

Anspråk på upptäckter av exoplaneter har gjorts sedan 1800-talet. Några av de tidigaste involverar dubbelstjärnan 70 Ophiuchi. År 1855, rapporterade kapten W. S. Jacob vid Brittiska ostindiska kompaniets Madras Observatory avvikelser i omloppsbanan som gjorde det "högst troligt" att det fanns en "planetarisk kropp" i detta system. Under 1880-talet bekräftade Thomas J. J. See vid University of Chicago och United States Naval Observatory avvikelserna i omloppsbana berodde på existensen av en mörk kropp i 70 Ophiuchi systemet med en omloppstid på 36 år runt en av stjärnorna. Fast, Forest Ray Moulton publicerade snart en avhandling som bevisade att ett trekroppssystem med dessa omloppsbane-parametrar skulle vara mycket instabilt. Under 1950- och 1960-talet gjorde Peter van de Kamp vid Swarthmore College flera betydande anspråk av upptäckter, denna gång för en planet som skulle kretsa runt Barnards stjärna. I dag betraktar astronomerna allmänt dessa tidiga rapporter som felaktiga.
År 1991 gjorde Andrew Lyne, M. Bailes och S.L. Shemar anspråk på upptäckten av en pulsarplanet i omloppsbanan runt PSR 1829-10, genom att använda pulsar timing variationer. Detta anspråk fick mycket uppmärksamhet, men Lyne och hans team tog snart tillbaka det.

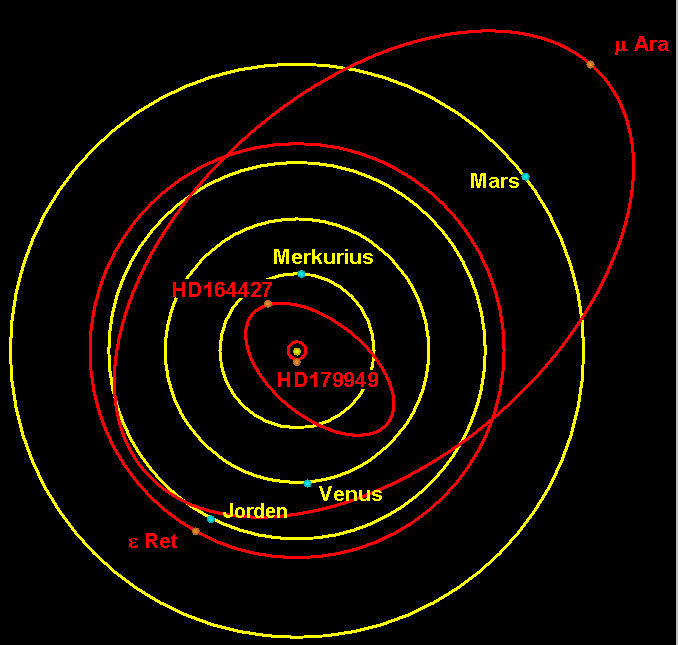
Vårt inre solsystem placerat bakom omloppsbanorna för planeterna HD 179949 b, HD 164427 b, Epsilon Reticuli Ab, och Mu Arae b (alla moderstjärnor är i centrum).

### Offentliggjorda upptäckter
Den första publicerade upptäckt som senare blivit bekräftad gjordes 1988 av de kanadensiska astronomerna Bruce Campbell, G. A. H. Walker, och S. Yang. Deras observationer med radialhastighet antydde att en planet kretsade runt stjärnan Gamma Cephei. De fortsatte att vara försiktiga om sitt påstående att detta var en riktig planetär upptäckt, och skepsisen var utbredd bland astronomerna gällande denna och andra liknande observationer. Detta berodde till största del på att observationerna låg på gränsen till av vad forskarnas instrument klarade av vid tidpunkten. En annan källa till förvirring var att några av de möjliga planeterna kan ha varit bruna dvärgar, objekt som ligger mellan stjärnor och planeter när det gäller massan.
Under efterföljande år publicerades ytterligare observationer som stödde teorin om att det verkligen var en planet som kretsade runt Gamma Cephei, trots att de observationer som gjorts 1992 underminerade den tron.  2003 lyckades man slutligen bekräfta existensen av en planet runt Gamma Cephei.
I början av 1992 tillkännagav radioastronomerna Aleksander Wolszczan och Dale Frail att man hade funnit planeter runt pulsaren PSR 1257+12. Denna upptäckt bekräftades snabbt, och anses vara den första definitiva upptäckten av exoplaneter. Man tror att dessa planeter bildades från ovanliga efterlämningar av den supernova som producerade pulsaren, i en andra omgång av planetbildning kan de stenkärnor till gasjättar överlevt supernovan och gått in i sina nuvarande omloppsbanor.
Den 6 oktober 1995 tillkännagav Michel Mayor och Didier Queloz vid University of Geneva den första definitiva upptäckten av en exoplanet som kretsar runt en normal stjärna (51 Pegasi).
Denna upptäckt gjordes vid Observatoire de Haute-Provence och visade vägen till den moderna eran av exoplanetupptäckter. Teknologiska framsteg, speciellt den högupplösta spektroskopin, gjorde att man kunde upptäckta exoplaneter i allt snabbare takt. Dessa framsteg gjorde att astronomerna kunde upptäcka exoplaneter indirekt genom att mäta deras gravitationella påverkan på moderstjärnan. Flera exoplaneter upptäcktes snart genom observationer på stjärnans apparenta luminositet när planeten passerade framför den.

## Upptäcktsmetoder
Planeter är extremt ljussvaga ljuskällor jämfört med sina moderstjärnor. Vid synliga våglängder har de vanligen mindre än en miljondel av moderstjärnas ljusstyrka, vilket leder till att moderstjärnan bländar ut planetens svaga sken. Därför finns det bara ett fåtal fall i vilka man med teleskop har lyckats att direkt fotografera exoplaneter. Alla dessa fall handlar om stora planeter (betydligt större än Jupiter) på stort avstånd från moderstjärnan och observationerna har främst gjorts i det nära infraröda, där kontrasten i ljusstyrka mellan planeten och stjärnan inte är lika stor..
Den största delen av exoplaneterna har upptäckts igenom indirekta metoder, varav flera bygger på att stjärnan och planeten rör sig kring sitt gemensamma masscentrum, den lätta planeten i en stor bana, och den tunga stjärnan i en mycket mindre bana (se animation nedan till höger):

Ett diagram som visar hur en exoplanet kretsar runt en större stjärna kan skapa ändringar i position och hastighet hos stjärnan när de kretsar runt sitt gemensamma masscentrum.

- Astrometri: Astrometri består av att mäta en stjärnas position på stjärnhimlen och observera förändringar i dess läge över tid. I praktiken har denna metod hittills aldrig lett till upptäckten av någon exoplanet, även om den i några fall har lett till upptäckten av vita dvärgar. Det finns dock förväntningar att med GAIA-satelliten ska denna metod till slut leda till upptäckten av exoplaneter.
- Radialhastighet eller dopplereffekt: Man kan mäta variationer i stjärnans radialhastighet, hastigheten längs vår synlinje, då stjärnan närmar sig jorden respektive rör sig ifrån den, genom att spektrallinjerna i stjärnans spektrum förskjuts mot blått respektive rött på grund av dopplereffekten. Detta har varit den metod som ledde till de flesta upptäckterna under 1990-talet. Genom att mäta upp stjärnans hastighet får man en undre gräns för planetens massa. Praktiskt taget alla dessa observationer har skett från jordbaserade teleskop.
- Pulsar timing: En pulsar sänder ut radiovågor med extrem regelbundenhet när den roterar. En liten avvikelse i ankomsttiderna för radiopulserna kan användas för att mäta variationer i pulsarens hastighet längs synlinjen. I princip är detta samma effekt som används i radialhastighetsmetoden ovan.
- Transitmetoden: Om en planet korsar framför sin moderstjärnas skiva, kan man observera en liten minskning i stjärnans ljusstyrka. Hur stor förändringen blir, beror på stjärnans storlek och planetens storlek, och genom att mäta djupet på förmörkelsen kan man bestämma planetens radie. Detta är idag den metod som leder till flest nya upptäckter av exoplaneter, varav de flesta har skett från rymdteleskop som COROT och Kepler. 2018 sköts ett nytt rymdteleskop, TESS[23][24], upp vilket kommer att täcka en stor del av himlen, men inte studera lika ljussvaga stjärnor som Kepler. I kombination med radialhastighetsmetoden kan den ge ytterligare information om planetens massa. Ett mycket uppseendeväckande resultat tillkännagavs i samband med att ESO den 13 april 2010 meddelade att nio nya transiterande exoplaneter hade hittats. I kombination med äldre observationer av 27 planeter kunde man visa att sex stycken hade retrograd rörelse i sina banor jämfört med sina moderstjärnors rotation. Detta får till följd att teorierna kring, hur planeter bildas i en protoplanetär skiva, måste revideras.[25]
- Gravitationslins: Gravitationslinser inträffar, när en stjärnas gravitationsfält fungerar som en lins och tillfälligt förstärker ljuset från en avlägsen bakgrundsstjärna. Om den linsande stjärnan har en planet, kan också denna fungera som en gravitationslins.
- Direkta observationer:  Med hjälp av en adaptiv optik, som korrigerar för jordatmosfärens påverkan på ljuset, och en koronagraf, som skymmer bort själva stjärnan, har det blivit möjligt att direkt observera stora planeter som ligger långt från sina stjärnor. I slutet av juni 2010 rapporterade Gemini-observatoriet att det tagit en fotografisk bild av en exoplanet [26] som befinner sig i bana runt stjärnan 1RSX J160929.1-210524.  Senare har nya instrument börjat användas[27] speciellt Gemini Planet Imager[28] på Gemini och SPHERE[29] på det europeiska VLT-teleskopet.
  - Nollningsinterferometri: En potentiellt intressant metod är att man kan kombinera ljuset från två eller flera teleskop, så att ljusstrålarna från stjärnan släcker ut varandra genom destruktiv interferens, vilket gör det lättare att upptäcka ljuset från en planet runt stjärnan[30]. På så vis skulle man kunna undersöka den atmosfäriska sammansättningen på en jordliknande planet, men än så länge har något konkret projekt inte finansierats.
- Förmörkelsevariabler: I ett dubbelstjärnesystem kan en planet upptäckas genom att hitta variationer i minimumet, när den går framåt och tillbaka. Detta är den mest pålitliga metoden att upptäcka planeter i ett dubbelstjärnesystem.
- Omloppsfas: Precis som månen och Venus, kan exoplaneter också ha faser. Omloppsfaserna beror på inklination av omloppsbanan. Genom att studera omloppsfaser kan forskare räkna ut partikelstorlekar i planeternas atmosfär.
- Polarimetri: Ljus från stjärnorna blir polariserat när det interagerar med atmosfäriska molekyler, vilka kan upptäckas med polarimeter. Hittills har bara en planet blivit studerad genom denna metod.

### Observationer av exoplaneternas atmosfärer
Med Dopplermetoden observerar man i första hand stjärnans spektrallinjer och hur dessa förskjuts som ett resultat av stjärnans rörelse kring systemets masscentrum, men ur dessa observationer kan man också beräkna Dopplerförskjutningen för spektrallinjer från planetens atmosfär, och i ett fåtal fall har man på så sätt kunnat identifiera enstaka spektrallinjer som kommer från planetens atmosfär också. De system i vilka exoplanet och stjärna förmörkar varandra erbjuder dock ett effektivare sätt att studera planetens atmosfär. Det är inte bara planeten som förmörkar stjärnan, utan stjärnan förmörkar också planeten denna passerar bakom stjärnan sett från Jorden, en sekundärförmörkelse. Utanför sekundärförmörkelsen består ljuset från systemet både av det ljus som stjärnan sänder ut och det ljus som planeten reflekterar från stjärnan och sänder ut på egen hand, medan under sekundärförmörkelsen så ser vi bara ljuset från stjärnan. Sålunda kan vi få ut spektrumet från planeten genom att subtrahera spektrumet under sekundärförmörkelsen från spektrumet före densamma. Detta fungerar bäst i infrarött där skillnaden i stjärnans och planetens ljusstyrka inte är lika stor som i synligt ljus. Det ljus som planeten avger påverkas av processer i planetens atmosfär och genom att analysera detta kan vi alltså lära oss mer om planetens atmosfär.

## Förekomst

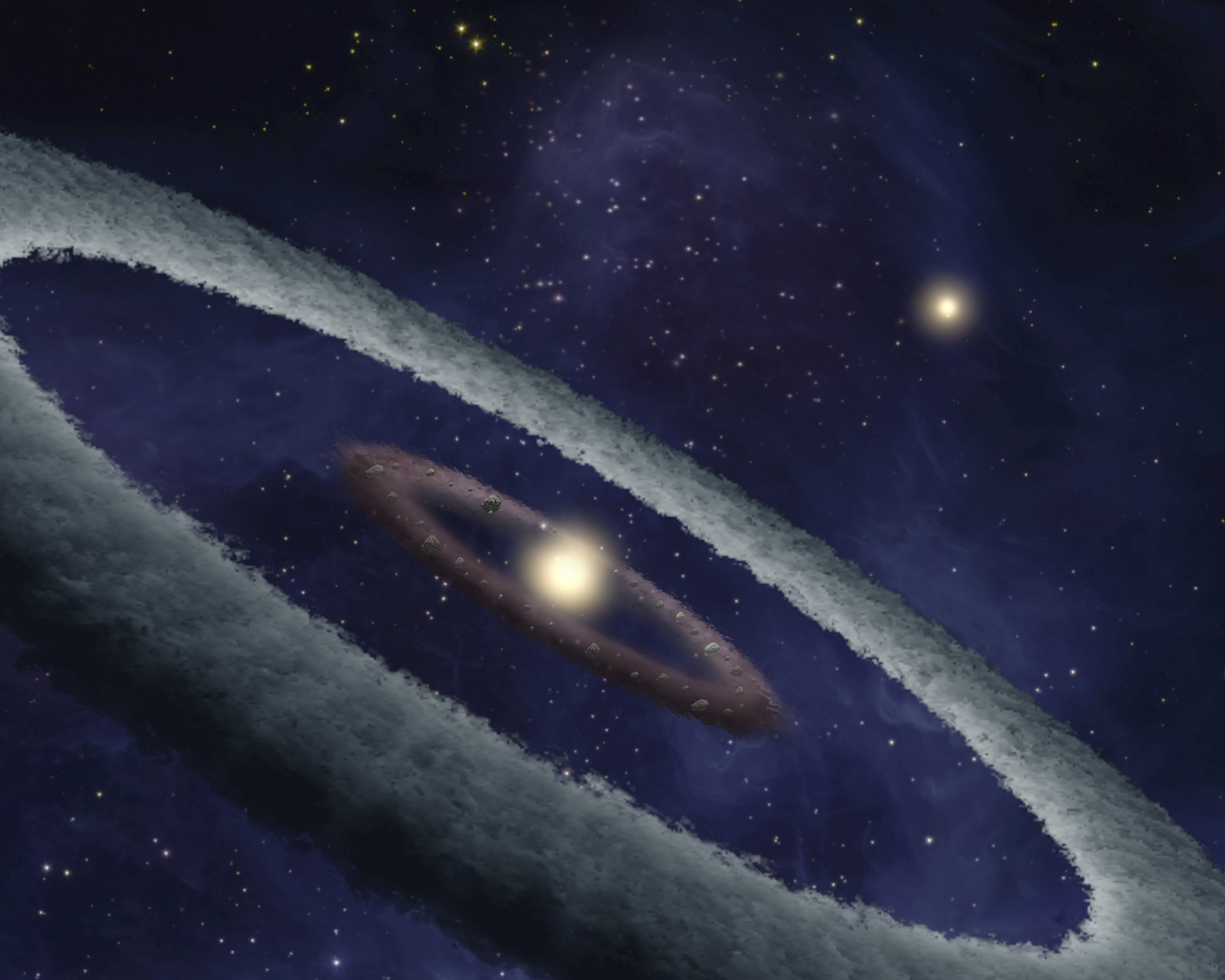
Konceptbild av HD 113766-systemet med sin protoplanetära skiva kring HD 113766 A och följeslagaren HD 113766 B

### Namngivning
Den första planeten som upptäcks i ett system får bokstaven "b" efter stjärnnamnet (till exempel 51 Pegasi b). Nästa planet skulle till exempel få beteckningen "51 Pegasi c", och följande "51 Pegasi d", osv.

### System med flera planeter
Det första system som upptäcktes ha fler än en planet var y And. Tjugo sådana flerplanetssystem är nu kända. Tillsammans med de kända exoplaneterna finns det fyra pulsarplaneter som kretsar runt två separata pulsarer. Dessutom finns infraröda observationer av cirkumstellära skivor med rymdstoft bestående av miljoner planetesimaler i flera exoplanetsystem.

### Exoplaneter med ringsystem
Mamajek med kollegor har rapporterat om en utdragen förmörkelse av den unga stjärnan 2MASS J140747.9-3945427 i april/maj 2007. Denna förmörkelse föregick och följdes av mindre fluktuationer av stjärnans ljusstyrka. Händelsen har tolkats som att stjärnan har förmörkats av en jätteplanet med ett utbrett ringsystem. De många små fluktuationerna har tolkats som att ringsystemet har delats upp i många mindre ringar möjligen på grund att det bildats månar inne i ringsystemet.

### Flerstjärnesystem
Bara cirka 20 % av alla exoplaneter som har upptäckts ligger i dubbelstjärnsystem eller system med fler stjärnor. Separationen mellan stjärnorna i dessa system är i de flesta fall mycket stor, vilket dubbelstjärnorna Tau Boötis och HD 80606 är exempel på. I tätare system påverkar gravitationella störningar från systemets ena stjärna planetbildningen runt den andra. Några planeter har dock upptäckts även i system där separationen är så liten som 20 ae. Hur planeter kan bildas i en sådan miljö är en förbryllande och viktig fråga. En internationell forskargrupp ledd av Institutionen för astronomi vid AlbaNova har därför nyligen undersökt bildandet av beboeliga planeter runt den mest kända dubbelstjärnan, närmaste grannen Alfa Centauri, där man hittills inte har funnit några planeter. Man kom fram till att en region kring 0,5 ae förmodligen är den bästa platsen att leta efter möjliga jordliknande planeter i framtida observationer.

## Jordliknande planeter

### Gliese 581 c
Gliese 581 c i stjärnbilden Vågen, 20,4 ljusår från Jorden antogs vara en jordlik planet när den upptäcktes 2007. Den antogs vara i den beboeliga zonen av sin röda dvärgstjärna, Gliese 581, fast en senare studie av von Bloh et al. visade att Gliese 581 c är för nära Gliese 581 för att kunna vara i beboeliga zonen. Gliese 581 c tros även vara utsatt för en extrem växthuseffekt, liksom Venus. Det skulle göra temperaturen så hög som 1 000 K. Ett annat problem är att Gliese 581 c nog har en bunden rotation till sin stjärna, vilket betyder att en sida alltid visas mot stjärnan. De skulle betyda att ena sidan är permanent dag, medan den andra sidan skulle ha permanent natt. Även med en bunden rotation, skulle zonen mellan dag och natt hemisfärerna i teori ha mildare temperaturer.

### Gliese 581 d
I början av 2010 såg Gliese 581 d, den fjärde planeten till den röda dvärgstjärnan Gliese 581 (ungefär 20 ljusår från jorden), ut att vara det bästa exemplet på en stenig exoplanet som kretsar nära den beboeliga zonen runt sin stjärna. Om man använder strikta termer, så är den utanför Guldlocks zon, men det kan förhålla sig så att växthuseffekten höjer dess yttertemperatur så pass att den kan hysa flytande vatten.

### Gliese 876 d

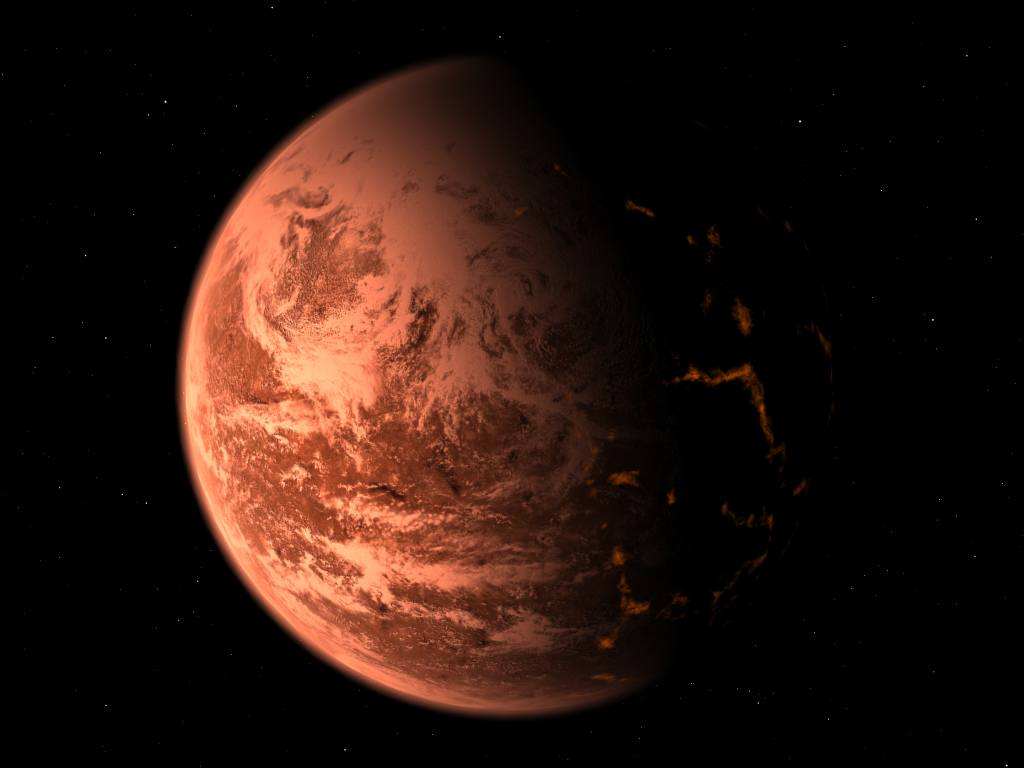
En konstnärs bild av den steniga planet som kretsar kring Gliese 876.

Tidigare ansåg man att Gliese 876 d var den mest jordliknande planeten som upptäckts. Ett år på denna planet varar inte mer än knappt två jorddygn. Den korta omloppstiden beror på att planeten kretsar så nära sin egen stjärna. Att planeten är belägen så nära sin stjärna har givetvis ett avgörande inflytande på dess klimat. På planetens dagsida ligger temperaturen någonstans mellan 200 och 400 °C, vilket omöjliggör flytande vatten. I kombination med den skoningslösa hettan gör detta med största sannolikhet planeten till en karg plats med våldsam geologisk aktivitet och kanske till och med sjöar av flytande magma. Detta klimat utesluter intelligenta livsformer liknande dem som vi känner till, men om temperaturen skulle vara så "låg" som 121 °C så skulle jordiska livsformer kunna finnas där. Man kan dock inte med säkerhet utesluta att det skulle kunna finnas livsformer som kan stå emot Gliese 876 d ogästvänliga klimat.